# I musicanti di Brema (film 1922)
I musicanti di Brema (The Four Musicians of Bremen) è un film del 1922 diretto da Walt Disney. È il secondo cortometraggio d'animazione della serie Laugh-O-Grams, prodotto da Disney con la sua prima società Laugh-O-Gram Studio e uscito negli Stati Uniti il 1º agosto 1922, distribuito da Leslie B. Mace. Il film, liberamente ispirato all'omonima fiaba dei fratelli Grimm, fu rieditato in versione sonora col titolo The Four Jazz Boys.

## Trama
Quattro animali musicisti (un gatto, un cane, un gallo e un asino) vengono cacciati da ogni paese in cui si esibiscono. Cominciano quindi a sentire i morsi della fame e, vicino a un lago, il gatto ha l'idea di far suonare i tre compagni per attirare i pesci fuori dall'acqua, mentre lui aspetta il momento giusto per colpirli con una mazza. Tuttavia l'idea non ha successo, e il gatto è costretto a inseguire un pesce in acqua. Si imbatte però in un pesce spada, e viene a sua volta inseguito fino alla terraferma. Il pesce spada insegue i quattro animali, che si rifugiano in cima a un albero sul ciglio di un burrone. Il pesce spada taglia l'albero, e gli animali cadono nel burrone finendo nel camino di una casa sottostante abitata da un piccolo esercito. Gli uomini escono e, dopo aver tirato fuori dei cannoni dalla loro armeria lì vicino, fanno fuoco sulla casa. Gli animali vengono messi alle strette, ma il gatto riesce a "guidare" una palla di cannone e, usando la propria coda come mazza, a mettere K.O. l'intero esercito. I quattro amici possono così vivere felici e contenti.

## Distribuzione

### Edizioni home video
Il cortometraggio è visibile integramente nel documentario interattivo Dietro la bella: Storie inedite dietro la creazione de La bella e la bestia, incluso nel secondo disco dell'edizione a due Blu-ray Disc de La bella e la bestia uscita in America del Nord il 6 ottobre 2010 e in Italia il 1º dicembre. Il film è presentato virato in seppia e con una nuova colonna sonora.